# Certificado de depósito

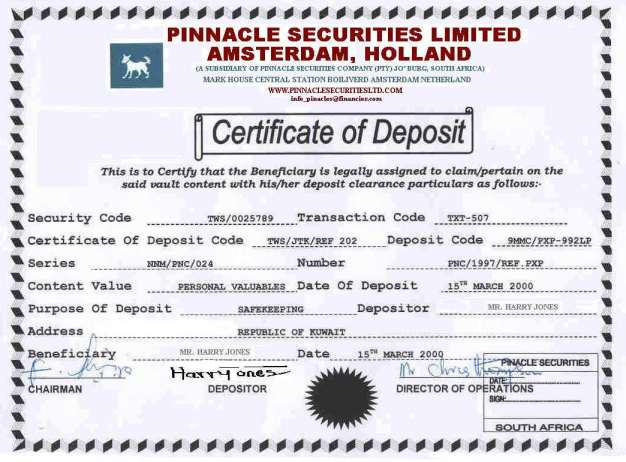
Ejemplo de certificado de depósito.

El Certificado de Depósito, conocido o identificado como CD o CeDe, es un documento financiero que acredita la propiedad de mercancías o bienes depositados en el almacén que lo emite.
Con base a la ley de Instituciones de Crédito, las instituciones bancarias en México y los Almacenes Generales de Depósito registrados y auditados por la Comisión Nacional Bancaria y de Valores están autorizados para expedir estos títulos.
Las constancias, recibos o certificados que otras personas o instituciones expidan para acreditar el depósito de bienes o mercancías, no producirán efectos como títulos de crédito. Este documento puede ser transmitido por vía endoso, y otorga al tenedor del mismo derechos sobre la mercancía que ampara el documento.